# Gleb Jewgenjewitsch Losino-Losinski

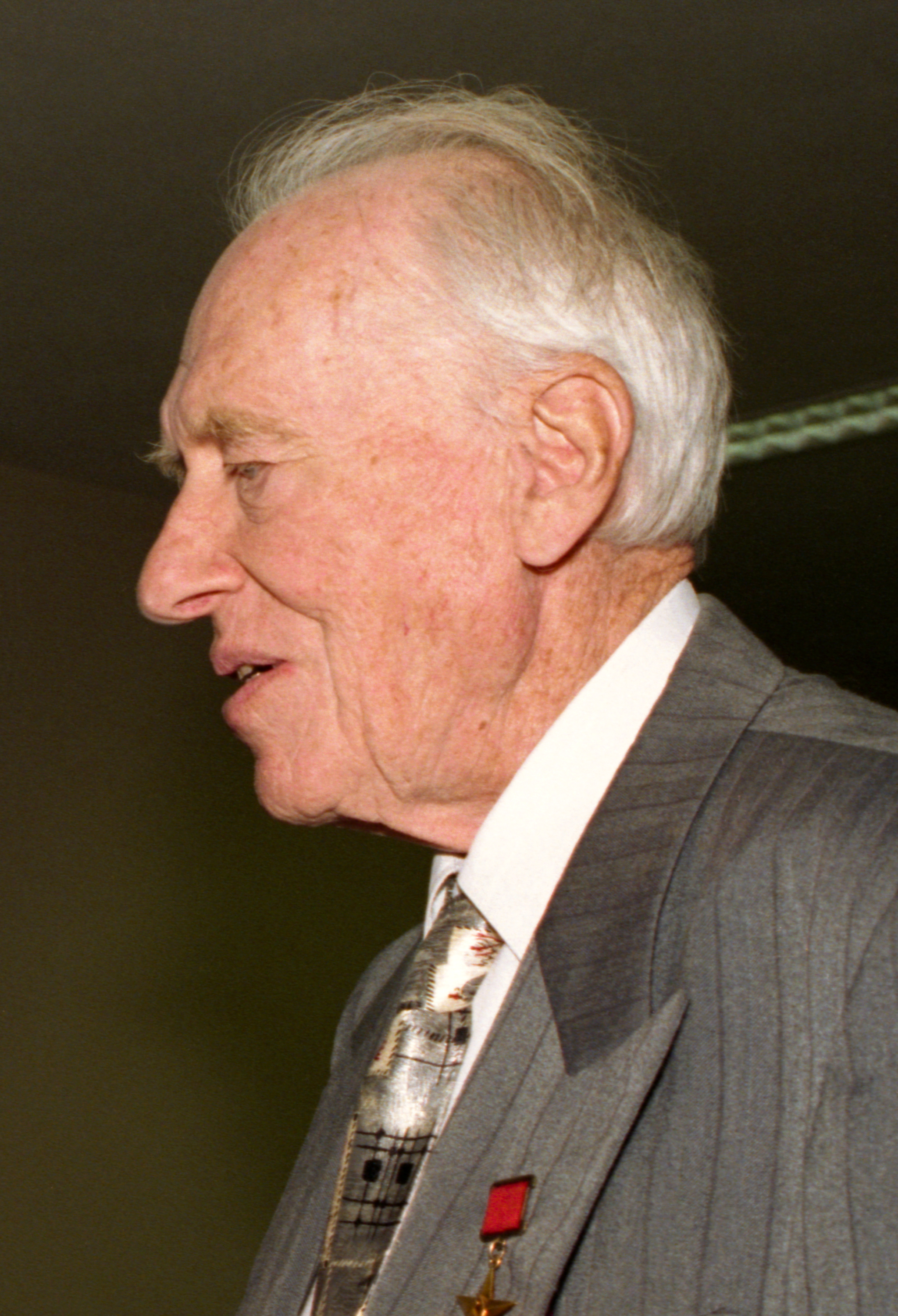
Gleb Jewgenjewitsch Losino-Losinski

Gleb Jewgenjewitsch Losino-Losinski (russisch Глеб Евгеньевич Лозино-Лозинский; * 25. Dezember 1909 in Kiew; † 28. November 2001 in Moskau) war ein russischer Raumfahrtingenieur.

## Leben
Nach dem Abschluss seines Studiums am Luftfahrtinstitut Charkiw im Jahr 1930 arbeitete Losino-Losinski an der Konstruktion des ersten sowjetischen Strahltriebwerks. 1941 kam er zum Konstruktionsbüro 155, wo  er an der Entwicklung verschiedener Arten von Gasturbinen arbeitete. Er entwarf außerdem Flugzeuge mit schwenkbaren Triebwerksdüsen und war für die Auslegung zahlreicher MiG-Jagdflugzeuge verantwortlich.
Als die USA mit dem Raketenflugzeug X-15 Flüge an der Grenze zum Weltraum durchführten, leitete Losino-Losinski ab 1965 die Planung der MiG-105, einem Projekt für einen bemannten Raumgleiter. Das Programm wurde jedoch eingestellt und Losino-Losinski arbeitete an der MiG-31, einem mit Überschallgeschwindigkeit fliegenden Abfangjäger, sowie der MiG-29.
Basierend auf den Erfahrungen bei der MiG-105 begann die Sowjetunion 1976 mit der Entwicklung der Raumfähre Buran als Antwort auf das von der amerikanischen Raumfahrtbehörde NASA geplante Space Shuttle. Losino-Losinski wurde dabei zum Direktor von NPO Molnija, der Organisation, die für die Konstruktion der Buran verantwortlich war, bestimmt. Der einzige Flug der Buran fand 1988 unbemannt statt. Ein bemannter Flug konnte nicht durchgeführt werden, da nach dem Zusammenbruch der Sowjetunion die finanziellen Mittel fehlten, um das Programm fortzuführen.
Parallel zur Arbeit an der Buran entwarf Losino-Losinski das kostengünstigere Konzept des Mnowozelewaja awiazionno-kosmitscheskaja sistema (Многоцелевая авиационно-космическая система, MAKS), eines kleinen Raumgleiters, der auf einer An-225 gestartet werden sollte. Das Programm wurde ebenfalls mit dem Zusammenbruch der Sowjetunion aufgegeben. Auch die Versuche, den Westen von der Idee zu überzeugen, scheiterten.
Gleb Losino-Losinski erhielt zwei Leninorden, den Orden des Roten Sterns, den Leninpreis und wurde als Held der sozialistischen Arbeit ausgezeichnet.